# منتخب أوغندا لكرة القدم للسيدات
منتخب أوغندا الوطني لكرة القدم للسيدات (بالإنجليزية: Uganda women's national football team)‏ هو ممثل أوغندا الرسمي في المنافسات الدولية في كرة القدم للسيدات، يديريه اتحاد أوغندا لكرة القدم.